# Jannatah
Jannatah (Arabisch جناتة) is een Palestijnse stad op de Westelijke Jordaanoever van Palestina in het Gouvernement Bethlehem, een van de gouvernementen van de Palestijnse Autoriteit. Het ligt 5 kilometer ten zuiden van de stad Bethlehem. De stad ligt 570 meter boven de zeespiegel. Nabijgelegen dorpen zijn onder andere Hindaza in het noorden en Tuqu' in het zuiden.
In 2017 had Jannatah 7.336 inwoners.